# Pedro Taberner
Pedro Taberner Nadal (Palma de Mallorca, 11 de noviembre de 1946 - 5 de junio de 2021) fue un futbolista español que se desempeñaba como defensa.

## Carrera deportiva
Comenzó su trayectoria deportiva en las categorías inferiores del C. D. Atlético Baleares donde se formó. Años después jugó en el primer equipo. Tras jugar como defensa en el conjunto balear durante varias temporadas, fue fichado por el Real Club Celta de Vigo en 1968. Con el conjunto celeste debutó en Segunda División, disputando ocho partidos y consiguiendo junto con el resto del equipo el ascenso a Primera División. El Celta fue subcampeón de liga y el equipo menos goleado de todo el campeonato.
En 1969 jugó por primera vez en la Primera División, en el estadio de Atocha, en un encuentro contra la Real Sociedad de San Sebastián, en el que ganaron los donostiarras (2-1). Bajo las órdenes del entrenador hispano-argentino Roque Olsen disputó un total de once encuentros en la división de honor.
En 1970, aterrizó en el R. C. D. Mallorca gracias a un trueque entre el conjunto vigués con el mallorquín, por el que Taberner jugó en el conjunto balear, y los jugadores Pedro Gost y Pedro Robles en el conjunto gallego. Taberner se retiró del fútbol profesional en 1975 tras haber jugado cinco temporadas en Segunda División, disputando 128 partidos y marcando un gol.

## Clubes
| Club                | País   | Año       |
| ------------------- | ------ | --------- |
| R. C. Celta de Vigo | España | 1968-1970 |
| R. C. D. Mallorca   | España | 1970-1975 |